# Karl Göbel (Radsportler)
Karl Göbel (* 13. Februar 1903 in Dortmund; † nach 1952) war ein deutscher Radrennfahrer.
Karl Göbel war Profi-Radrennfahrer von 1928 bis 1940. Er startete hauptsächlich bei Sechstagerennen. Von insgesamt 35 Sechstagerennen gewann er sieben: 1929 in Leipzig mit Emil Richli und in Dortmund als erster gebürtiger Dortmunder mit Alfredo Dinale („Göbel/Dinale treten die Pedale“), 1931 in Köln mit Adolf Schön und in Frankfurt mit Dinale, 1933 ein zweites Mal in Köln mit Schön sowie 1937 zweimal das Sechstagerennen von Buenos Aires mit Gottfried Hürtgen. 1952 startete Göbel nochmals im Alter von fast 50 Jahren beim ersten Dortmunder Sechstagerennen nach dem Zweiten Weltkrieg mit Josef Kolbeck als Partner, konnte dieses Rennen jedoch nicht zu Ende fahren.